# Februarpatent

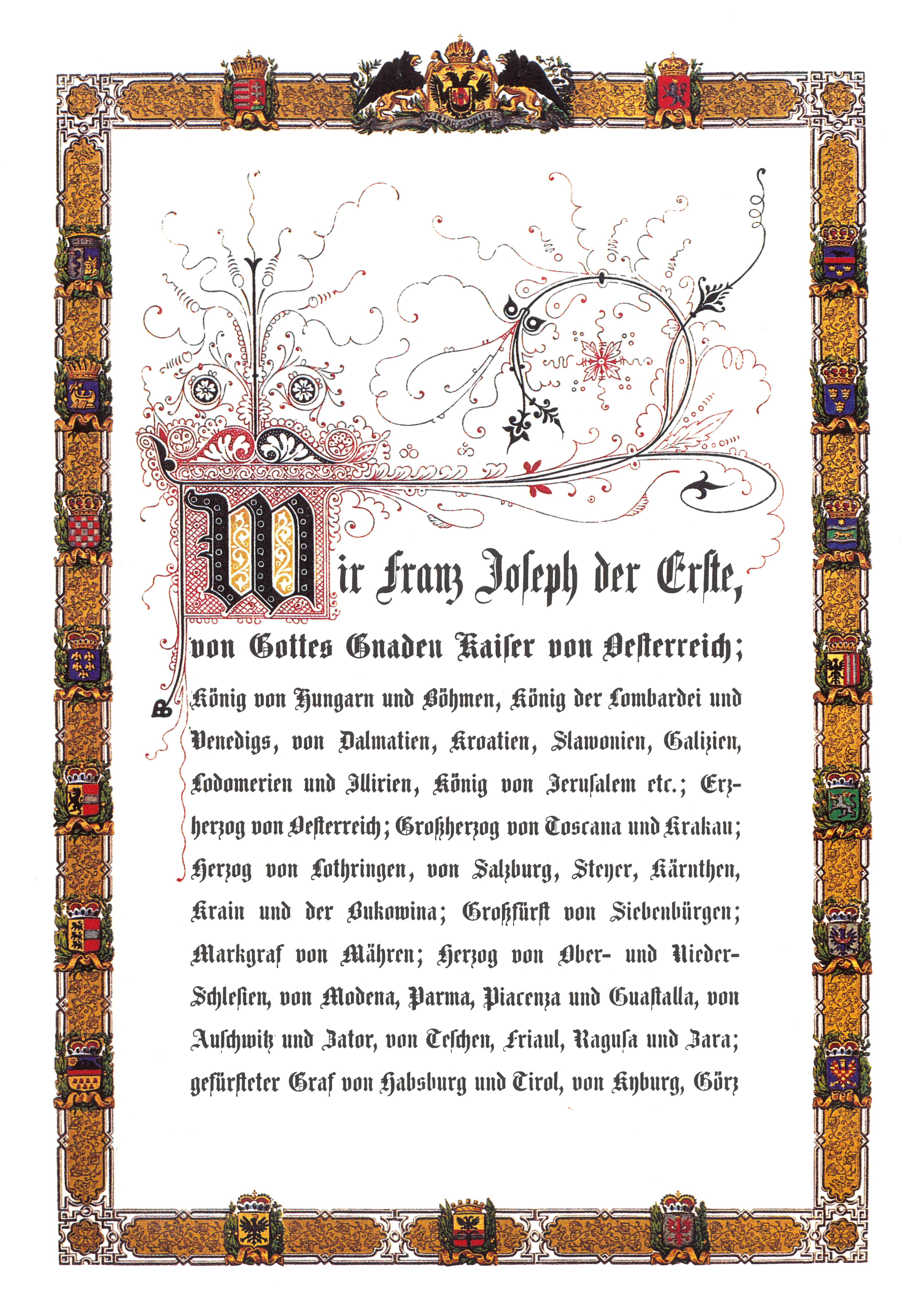
Titelseite des Februarpatents (dem Land Vorarlberg gewidmete und dort archivierte zeremonielle Ausgabe)

Als Februarpatent bezeichnet man in der österreichischen Geschichtsschreibung die Verfassung der österreichischen Monarchie (so der Kaiser in seinem Patent), d. h. des Kaisertums Österreich, aus dem Jahr 1861.
Sie wurde am 26. Februar 1861 erlassen und am 28. Februar im RGBl. veröffentlicht. Im Anhang wurden die bis 1918 gültigen Landesordnungen der nichtungarischen Kronländer kundgemacht; für die ungarischen Länder wurde auf das Oktoberdiplom 1860 verwiesen. Die Erlassung dieser fundamentalen Rechtsregeln fiel in die Zeit des Neoabsolutismus, war also die alleinige Entscheidung von Kaiser Franz Joseph I.

## Das Februarpatent und die Entwicklung bis zur Dezemberverfassung von 1867
Die zentralistische Februarverfassung wurde vom Staatsminister Anton von Schmerling ausgearbeitet und am 26. Februar 1861 durch das Februarpatent in Kraft gesetzt, d. h. von Kaiser Franz Joseph für die gesamte Monarchie erlassen. Sie löste das föderalistische Oktoberdiplom von 1860 großteils ab.
In den führenden Schichten der Monarchie gab es damals Uneinigkeit darüber, ob der Gesamtstaat eine zentral gelenkte Macht oder im Wesentlichen ein Bund weitgehend selbstständiger Kronländer werden sollte. Magyarische Politiker traten durchgängig für eine möglichst eigenständige Rolle des Königreichs Ungarn ein – die sie schließlich mit dem Ausgleich von 1867 erreichen sollten. Die kaiserlichen Minister waren hingegen zunehmend bemüht, die zentrale Macht der Monarchie zu stärken.
In der Februarverfassung wurde die Gesetzgebung zwischen dem Kaiser und den zwei Häusern des Reichsrates geteilt. Das Abgeordnetenhaus des Reichsrates sollte durch von den Landtagen entsandte Abgeordnete gebildet werden. Diese Regelung wurde aber von Ungarn und teilweise von Galizien als zu zentralistisch abgelehnt. Die ungarischen Politiker boykottierten sie wo immer möglich.
Ohne voll wirksam geworden zu sein, wurde das im Februarpatent verkündete Grundgesetz über die Reichsvertretung am 20. September 1865 vom Kaiser durch das inoffiziell so genannte Sistierungspatent sistiert, d. h. vorübergehend außer Kraft gesetzt. Der Kaiser begründete dies in seinem Manifest vom selben Tage: Ein großer Theil des Reiches, so warm und patriotisch auch dort die Herzen schlagen, hielt sich beharrlich fern von dem gemeinsamen legislativen Wirken. Er könne aber mit Ungarn nicht über Regeln verhandeln, die gleichzeitig in anderen Teilen des Reiches rechtsverbindlich seien; daher sei die Sistierung der Regeln über den Reichsrat in allen Teilen der Monarchie nötig.
Die verfassungsmäßige Regierungsform kam zwei Jahre später, nach dem Ausgleich mit Ungarn, wieder zustande: Die Dezemberverfassung von 1867 baute für die nichtungarischen („cisleithanischen“) Länder der Habsburgermonarchie auf dem Februarpatent auf. (Ungarn war mit diesen Ländern nun nur mehr durch eine Realunion verbunden, innenpolitisch ein eigener Staat.) Legislaturperioden und Sessionen des Reichsrats wurden von 1861 bis zum Ende der österreichischen Monarchie, 1918, durchnummeriert. Bis 1873 waren die Reichsratsabgeordneten weiterhin jährlich von den Landtagen der Kronländer zu wählen und zu entsenden.

## Die Urschrift des Februarpatents
Die Urschrift des Februarpatents war lange Zeit verschollen. Sie wurde vermutlich vor dem Wiener Justizpalastbrand 1927 entwendet. Eine Privatperson fand das Dokument in einem Antiquariat, kaufte es und schenkte es, wie am 31. März 2014 berichtet wurde, dem Staatsarchiv.